# Décès en janvier 2003
Décès
- 1999
- 2000
- 2001
- 2002
- 2003
- 2004
- 2005
- 2006
- 2007

Pour une information complémentaire, voir la page d'aide.

| Date       | Nom                           | Activités                                                                         | Âge | Source |
| ---------- | ----------------------------- | --------------------------------------------------------------------------------- | --- | ------ |
| 1 janvier  | Royce D. Applegate            | Acteur américain.                                                                 | 63  |        |
| 1 janvier  | Giorgio Gaber                 | Chanteur, compositeur, acteur et dramaturge italien                               | 63  |        |
| 1 janvier  | Cyril Shaps                   | Acteur britannique.                                                               | 79  |        |
| 2 janvier  | Eric Jupp                     | Compositeur de musiques de film et acteur britannique                             | 80  | (en)   |
| 3 janvier  | Flóra Kádár                   | Actrice hongroise                                                                 | 74  |        |
| 3 janvier  | Eddy Marnay                   | Parolier et chanteur français                                                     | 82  |        |
| 3 janvier  | Monique Wittig                | Essayiste, romancière, philosophe, professeure d’université, écrivaine, militante | 67  |        |
| 5 janvier  | Félix Loustau                 | Footballeur international argentin.                                               | 80  | (es)   |
| 7 janvier  | Herbie Mann                   | flûtiste de jazz américain                                                        | 73  |        |
| 8 janvier  | Ron Goodwin                   | compositeur de musiques de films anglais                                          | 77  |        |
| 10 janvier | Julio Bothelho, (dit Julinho) | Footballeur brésilien.                                                            | 73  |        |
| 10 janvier | Denis Zanette                 | coureur cycliste italien                                                          | 32  |        |
| 11 janvier | Anthony Havelock-Allan        | producteur, scénariste et réalisateur britannique                                 | 98  |        |
| 11 janvier | Maurice Pialat                | réalisateur de cinéma et peintre français                                         | 77  |        |
| 11 janvier | Richard Simmons               | acteur américain                                                                  | 89  |        |
| 12 janvier | Maurice Gibb                  | musicien des Bee Gees anglais                                                     | 53  |        |
| 13 janvier | Norman Panama                 | réalisateur américain                                                             | 88  |        |
| 14 janvier | Mirza Babayev                 | artiste russe, soviétique puis azerbaïdjanais                                     | 89  | (en)   |
| 17 janvier | Richard Crenna                | acteur américain                                                                  | 76  |        |
| 18 janvier | Luis Castañer                 | footballeur espagnol                                                              | 70  | (en)   |
| 19 janvier | Françoise Giroud              | journaliste, écrivain et femme politique française                                | 86  |        |
| 19 janvier | Alfredo Zalce                 | peintre, sculpteur, graveur et artiste graphique mexicain                         | 95  | (en)   |
| 20 janvier | Edith Lefel                   | chanteuse française de Zouk                                                       | 39  |        |
| 22 janvier | Sarah Pettit                  | journaliste américaine, militante des droits LGBT et rédactrice en chef.          | 37  |        |
| 23 janvier | Nell Carter                   | actrice et chanteuse américaine                                                   | 54  |        |
| 24 janvier | Gianni Agnelli                | industriel italien                                                                | 81  |        |
| 24 janvier | Henri Krasucki                | syndicaliste français                                                             | 78  |        |
| 25 janvier | Robert Rockwell (en)          | acteur américain                                                                  | 82  |        |
| 25 janvier | Arthur Van Hecke              | peintre et lithographe français.                                                  | 78  |        |
| 26 janvier | Valeriy Brumel                | athlète russe                                                                     | 60  |        |
| 27 janvier | Henryk Jabłonski              | homme politique polonais                                                          | 93  |        |
| 27 janvier | Maurice Verdier               | peintre et lithographe français.                                                  | 83  |        |
| 28 janvier | Jean Gachet                   | peintre français                                                                  | 82  |        |
| 29 janvier | Peter Shaw                    | Acteur et producteur britannico-américain                                         | 84  | (en)   |
| 29 janvier | Carmelo Torres                | matador mexicain                                                                  | 75  |        |
| 31 janvier | Ricardo Zamora de Grassa      | footballeur espagnol                                                              | 69  | (en)   |
| 31 janvier | Guy Rabstejnek                | Footballeur français.                                                             | 78  |        |